# Olaf Schaftenaar
Olaf Schaftenaar (Utrecht, 15 maggio 1993) è un cestista olandese.

## Biografia
È il fratello minore di Roeland Schaftenaar, a sua volta cestista.

## Carriera
Con i Paesi Bassi ha disputato i Campionati europei del 2022.

## Palmarès
- Campionato olandese: 1

Landstede Hammers: 2018-19
- Supercoppa d'Olanda: 1

Landstede Hammers: 2017